# Гошен, Джордж Иоахим
Джордж Иоахим Гошен, 1-й виконт Гошен (англ. George Joachim Goschen, 1st Viscount Goschen; 10 августа 1831 — 7 февраля 1907) — финансист и государственный деятель Англии.

## Биография
Немецкого происхождения, его предки и родственники в Германии звались Гёшен, со времени выступления на политическое поприще в Англии он называет себя Гошен. Посвятив себя банковому делу, скоро обратил на себя внимание своей «The Theory of foreign exchanges», (Лондон, 1863; 14 изд. 1890), переведенной почти на все европейские языки, в том числе и на русский («Теория вексельных курсов» СПб., 1867 и пер. Н. К., Москва, 1890).
Член палаты общин с 1864 г., занимал разные посты в министерстве Рассела и первом кабинете Гладстона. В 1876 г. был в Каире представителем интересов английских кредиторов Египта, в 1880 и 81 гг. — чрезвычайным послом в Константинополе.
В 1886 г. стал канцлером казначейства вместо Рэндольфа Черчилля (отца Уинстона Черчилля), опрометчиво завысившего свою значимость в правительстве и навсегда сошедшего с политической сцены, но на должности проявившего изрядную экономность. Гошен занимал эту должность до самого падения министерства Солсбери. Кризис денежного рынка в 1890 г. вызвал законопроект Гошена, сводившийся: 1) к усилению запасного капитала английского банка; 2) к усилению его запаса золота и 3) к предоставлению ему права выпускать банковые билеты в 1 фунт стерлингов, тогда как действующим законодательством установлена для них минимальная сумма в 5 фунтов. Вышел в отставку вместе с кабинетом.
В 1893 году был в палате общин одним из наиболее энергичных противников билля о гомруле и финансовой политики Харкорта. В 1895 г., при образовании третьего кабинета Солсбери, получил в нём пост морского министра, но вышел в отставку при преобразовании кабинета в ноябре 1900 года и, возведенный в достоинство виконта, перешел в палату лордов.

## Личная жизнь
22 сентября 1857 года Джордж Гошен женился на Люси Далли (? — 21 февраля 1898), дочери Джона Далли. У супругов было шестеро детей:
- Достопочтенная Люси Мод Гошен (28 июня 1858 — 16 марта 1909), в 1889 году она вышла замуж за достопочтенного Алексиса Чарльза Берка Роша, от брака с которым у неё было четверо детей.
- Джордж Иоахим Гошен, 2-й виконт Гошен (15 октября 1866 — 24 июля 1952), старший сын и и преемник отца
- Достопочтенная Алиса Гошен (21 июня 1868 — 3 июня 1941), в 1900 году она вышла замуж за достопочтенного Эдварда Хоара Хардкасла
- Достопочтенный Сэр Уильям Генри Гошен (7 июня 1870 — 16 июня 1943), в 1896 году он женился на Джеральдине Элизабет Меллор, от брака с которой у него было четверо детей. Его младший сын — Джон Гошен, 3-й виконт Гошен (1906—1977).
- Достопочтенная Беатрис Мэри Гошен (26 сентября 1872 — 11 марта 1956), мировой судья Беркшира, незамужняя
- Достопочтенная Фанни Эвелин Гошен (13 ноября 1875 — 27 августа 1961), была незамужней.

Виконт Гошен скончался 7 февраля 1907 года. Ему наследовал его старший сын Джордж (1866—1952), который также был консервативным политиком, занимал пост губернатора Мадраса и женился на дочери лорда Крэнбрука.

## Сочинения
- «On the progressive increase of local taxation, with especial reference to the proportion of local and imperial burdens borne by the different classes of real property in the United Kingdom» (Лондон, 1870);
- «Reports and speeches on local taxation» (Лондон, 1873);
- «Probable results of an increase in the purchasing power of gold» (Лонд., 1883);
- «Addresses on educational and economical subjects» (Л., 1885).
- Гёшен, Джордж Иоахим Теория вексельных курсов = The Theory of foreign exchanges. — Санкт-Петербург, 1867. — [4], 156 с.

В 1903 г. опубликовал биографию деда: «George Joachim Göshen, printer and publisher of Leipzig» (Л., 1903).